# Kolory liturgiczne

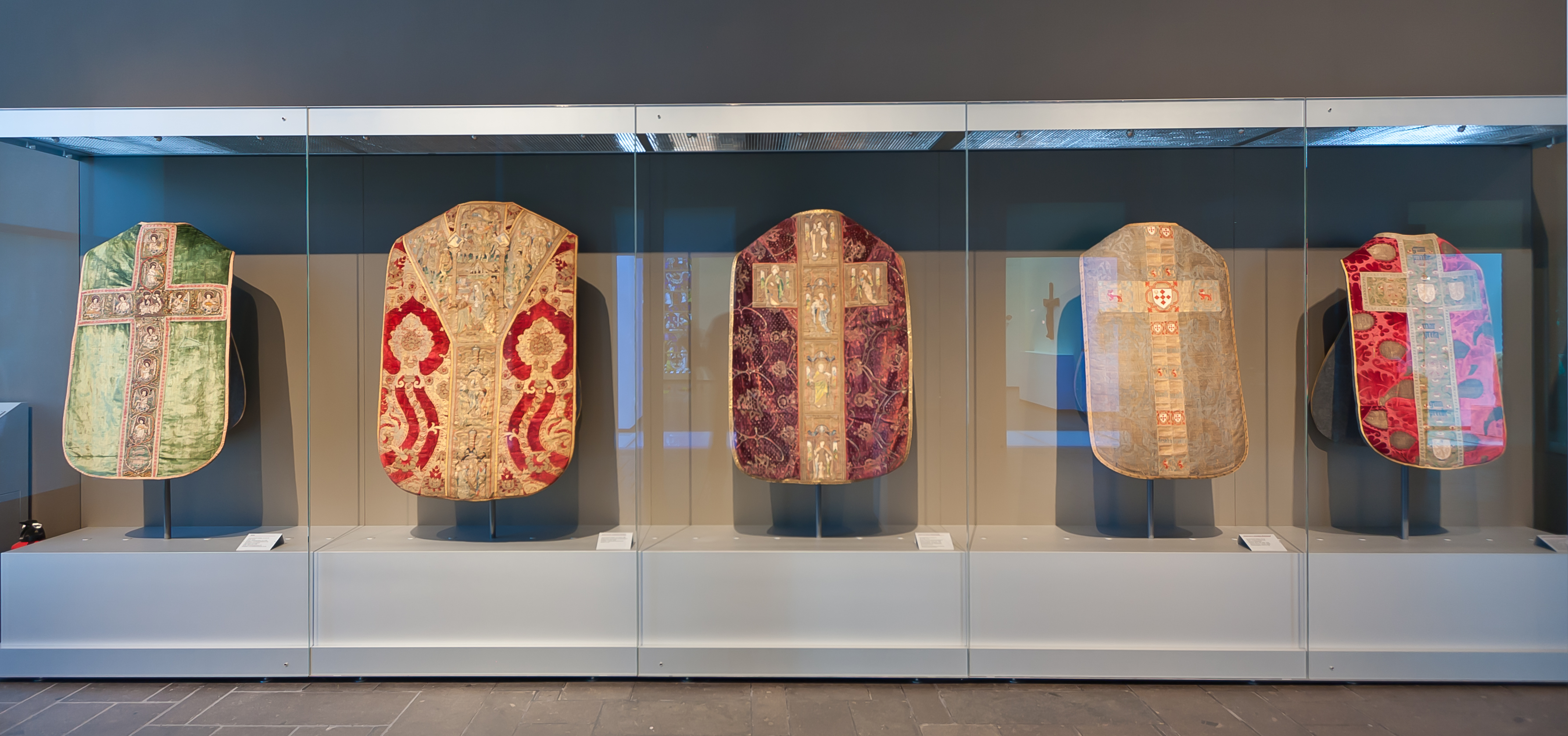
Ornaty w różnych kolorach liturgicznych

Kolory liturgiczne – w chrześcijaństwie uznawane są za symbole liturgiczne, mają uzewnętrzniać charakter sprawowanych obrzędów, a także wyrazić dynamikę roku liturgicznego. Stosowanie kolorów liturgicznych dotyczy przede wszystkim szat liturgicznych oraz wystroju kościoła.

## W Kościele katolickim
Kolory liturgiczne i czas ich stosowania w Kościele katolickim obrządku rzymskiego (łacińskiego) reguluje Ogólne wprowadzenie do Mszału Rzymskiego. Dokument ten w punkcie 346 zaznacza, iż „co do kolorów szat liturgicznych, należy zachować tradycję” i wymienia sześć kolorów liturgicznych:
- biały – w okresie Bożego Narodzenia oraz Zmartwychwstania. W święta Pańskie (np. Msza Wieczerzy Pańskiej w Wielki Czwartek), maryjne, aniołów, świętych (nie męczenników), w święta: Wszystkich Świętych, Jana Chrzciciela, Jana Ewangelisty, Nawrócenia św. Pawła  oraz Katedry Św. Piotra, a także w czasie mszy obrzędowych (jeżeli nie mają własnych kolorów). Wykorzystywany jest również w mszach pogrzebowych dzieci, a także dorosłych (zgodnie z wolą zmarłego) oraz podczas udzielania sakramentów chrztu i małżeństwa;
- zielony – w okresie zwykłym;
- czerwony – w Niedzielę Męki Pańskiej, Wielki Piątek, Uroczystość Zesłania Ducha Św., święta Apostołów, Ewangelistów i Męczenników, w mszach o tematyce związanej z Duchem Świętym (np. msza obrzędowa bierzmowania), w mszach o Męce Pańskiej i Krzyżu Świętym, a także wyjątkowo podczas niektórych uroczystości pogrzebowych w Rzymie (np. pogrzebu zmarłego papieża);
- fioletowy – w okresie adwentu i wielkiego postu oraz w mszach za zmarłych;
- czarny – może być stosowany w mszach za zmarłych – zależnie od lokalnych zwyczajów;
- różowy – może być stosowany w III niedzielę adwentu (→ Gaudete) oraz IV niedzielę wielkiego postu (→ Laetare) – zależnie od lokalnych zwyczajów.

Oprócz wyżej wymienionych kolorów, obecnie obowiązujące przepisy liturgiczne dopuszczają także stosowanie szat liturgicznych w kolorze złotym i srebrnym. Choć barwy te w ogóle nie pojawiają się w obowiązującym kanonie kolorów liturgicznych, to jednak OWMR w punkcie 346 podaje, iż „w dni bardziej uroczyste można używać okazalszych szat liturgicznych, chociaż nie są w kolorze dnia”. Zasada ta została potwierdzona i doprecyzowana w Instrukcji Redemptionis Sacramentum. Zgodnie z punktem 127 tego dokumentu, dla zachowania dziedzictwa Kościoła, możliwość stosowania w dni świąteczne okazalszych szat liturgicznych dotyczy z zasady szat zabytkowych, uszytych przed wielu laty, a rozszerzanie jej na nowe szaty tego rodzaju nie może naruszać przyjętych zwyczajów poprzez stosowanie form i kolorów podyktowanych kryteriami czysto subiektywnymi, nie mających żadnego umocowania w tradycji, a tym samym osłabiać ogólnego sensu tego przepisu (warunkiem podstawowym jest tu „dzień bardziej uroczysty”) – niedopuszczalne jest zatem np. używanie szat koloru złotego w zwykłe dni czy też nie mająca żadnego uzasadnienia prawnego praktyka stosowania ornatów barwy niebieskiej w święta maryjne. Szaty liturgiczne koloru złotego i srebrnego mogą być stosowane wymiennie z szatami białymi, zielonymi i czerwonymi, ale nigdy z fioletowymi i czarnymi, a z tymi pierwszymi tylko i wyłącznie w czasie najważniejszych, szczególnie uroczystych celebracji.
W klasycznym rycie rzymskim mimo tego że również występuje 6 kolorów liturgicznych to czasem w rycie posoborowym zakłada się szaty innego koloru liturgicznego niż te w klasycznym rycie. 
- biały – w okresie Bożego Narodzenia oraz Zmartwychwstania. W święta Pańskie, maryjne (często z niebieskimi akcentami), aniołów, świętych (nie męczenników), w Wielki czwartek i w wielką sobotę (wnosząc trianguł/paschał do kościoła oraz na mszy w wigilię paschalną), w święta: Trójcy Przenajświętszej, Boże ciało, Wszystkich Świętych, Narodzenia Jana Chrzciciela, Jana Ewangelisty, Nawrócenia św. Pawła  oraz Katedry Św. Piotra, w mszach wotywnych o Najświętszej Maryi Pannie, o Trójce Przenajświętszej, o Aniołach, o Św. Józefie, o Najświętszym Sercu Pana Jezusa, o Niepokalanym Sercu N. M. P., o Najświętszym Sakramencie, o Chrystusie, Najwyższym i Wiecznym Kapłanie, na konsekrację i rocznicę poświęcenia kościoła a także w czasie mszy obrzędowych (jeżeli nie mają własnych kolorów) oraz podczas udzielania sakramentów chrztu i małżeństwa, diakonatu, prezbiteratu i sakry, w wigilię Wniebowstąpienia Pańskiego. Podczas nabożeństw majowych, czerwcowych, różańca i wystawienia Najświętszego Sakramentu;
- zielony – w okresie po Zesłaniu Ducha Świętego i w okresie po Objawieniu;
- czerwony – w Niedzielę Palmową, Uroczystość Zesłania Ducha Św. wraz z oktawą, święta Apostołów (bez św. Jana apostoła i ewangelisty), Ewangelistów i Męczenników, w mszach wotywnych o Duchu Świętym, o śś. Piotrze i Pawle, o wszystkich apostołach, o Krzyżu świętym, o Męce Pańskiej, msza obrzędowa bierzmowania, w mszach o Męce Pańskiej i Krzyżu Świętym, w uroczystość Najdroższej Krwi Chrystusa i nabożeństwa lipcowego a także podczas pogrzebu zmarłego papieża, w wigilię Zesłania Ducha Świętego;
- fioletowy – w okresie adwentu, przedpościa i wielkiego postu, w mszach wotywnych o Rozkrzewienie wiary i w czasie śmiertelności lub zarazy, również w suche dni (oprócz tych które wypadają w oktawie Zesłania Ducha Świętego), w 2. dzień dni krzyżowych, podczas chrztu, święceń subdiakonatu, w wielki piątek podczas rozdawania komunii, w wielką sobotę podczas nabożeństwa wielkosobotniego oraz podczas Świętego Oficjum przed Nieszporami oraz we wspomnienie M. B. Bolesnej (w wielkim poście), we wigilię Narodzenia Św. Jana Chrzciciela, Śś. apostołów Piotra i Pawła, Wniebowzięcia N. M. P., św. Wawrzyńca, Bożego Narodzenia. Często też podczas drogi krzyżowej i gorzkich żali.
- czarny – w Wielki Piątek (głównie),w mszach pogrzebowych, podczas egzekwii, mszach codziennych za zmarłych, w dzień zaduszny;
- różowy –  w III niedzielę adwentu (→ Gaudete) oraz IV niedzielę wielkiego postu (→ Laetare).[5]

W niektórych katolickich rytach występuje kolor żółty (w bardzo uroczyste dni) oraz szary (w V niedzielę wielkiego postu czyli I niedzielę Męki Pańskiej)

## W innych Kościołach chrześcijańskich
W Kościołach ewangelickich, anglikańskich i starokatolickich symbolika kolorów jest bardzo zbliżona. W niektórych Kościołach używa się dodatkowo niebieskiego koloru w święta Maryjne oraz w okresie Adwentu.
W Kościele Katolickim Mariawitów używa się wyłącznie koloru białego i fioletowego, ten ostatni używany jest podczas nabożeństw żałobnych.
Tradycja bizantyjska (np. Cerkiew greckokatolicka) używa pięciu kolorów liturgicznych:
- białego (srebrnego) – na największe święta, takie jak Pascha (Wielkanoc) czy Boże Narodzenie;
- żółtego (złotego) – najczęściej w czasie roku liturgicznego;
- czerwonego – szczególnie w Wielkim Poście, a także na pogrzebach;
- niebieskiego – w czasie świąt maryjnych;
- zielonego – raz w roku w święto Pięćdziesiątnicy (Zesłanie Ducha Świętego).